# Union (Mississippi)
Union é uma cidade  localizada no estado americano de Mississippi, no Condado de Neshoba e Condado de Newton.

## Demografia
Segundo o censo americano de 2000, a sua população era de 2021 habitantes.
Em 2006, foi estimada uma população de 2104, um aumento de 83 (4.1%).

## Geografia
De acordo com o United States Census Bureau tem uma área de
8,9 km², dos quais 8,9 km² cobertos por terra e 0,0 km² cobertos por água.

## Localidades na vizinhança
O diagrama seguinte representa as localidades num raio de 24 km ao redor de Union.